# Kose
Kose es un municipio rural y una localidad de Estonia perteneciente al Condado de Harju. Su capital es el lugar de Kose, uno de los 3 lugares poblados del municipio, que también tiene 22 localidades.

## Lugares y localidades de Kose (población año 2011)
Hasta 2013 estaba formado por las siguientes localidades: 
- Aela 9
- Ahisilla 39
- Äksi 25
- Alansi 24
- Ardu 544
- Habaja 311
- Harmi 47
- Kadja 10
- Kanavere 95
- Kantküla 22
- Karla 172
- Kata 71
- Katsina 1
- Kirivalla 23
- Kiruvere 20
- Kolu 97
- Kõrvenurga 7
- Kose 2,097
- Kose-Uuemõisa 874
- Kõue 28
- Krei 138
- Kuivajõe 92
- Kukepala 3
- Laane 2
- Leistu 11
- Liiva 82
- Lööra 14
- Lutsu 8
- Marguse 13
- Nõmbra 19
- Nõmmeri 28
- Nõrava 74
- Nutu 8
- Ojasoo 62
- Oru 441
- Pala 4
- Palvere 146
- Paunaste 8
- Paunküla 121
- Puusepa 25
- Rava 34
- Raveliku 43
- Ravila 381
- Riidamäe 2
- Rõõsa 38
- Saarnakõrve 9
- Sääsküla 9
- Sae 17
- Saula 151
- Silmsi 39
- Sõmeru 54
- Tade 88
- Tammiku 49
- Triigi 63
- Tuhala 105
- Uueveski 12
- Vahetüki 1
- Vanamõisa 2
- Vardja 202
- Vilama 16
- Virla 20
- Viskla 75
- Võlle 72

Desde octubre de 2013 incorpora el territorio del antiguo municipio de Kõue, incluyendo 38 pueblos más: Aela, Äksi, Alansi, Ardu, Habaja, Harmi, Kadja, Kantküla, Katsina, Kirivalla, Kiruvere, Kõrvenurga, Kõue, Kukepala, Laane, Leistu, Lööra, Lutsu, Marguse, Nõmmeri, Nutu, Ojasoo, Pala, Paunaste, Paunküla, Puusepa, Rava, Riidamäe, Rõõsa, Saarnakõrve, Sääsküla, Sae, Silmsi, Triigi, Uueveski, Vahetüki, Vanamõisa, Virla.

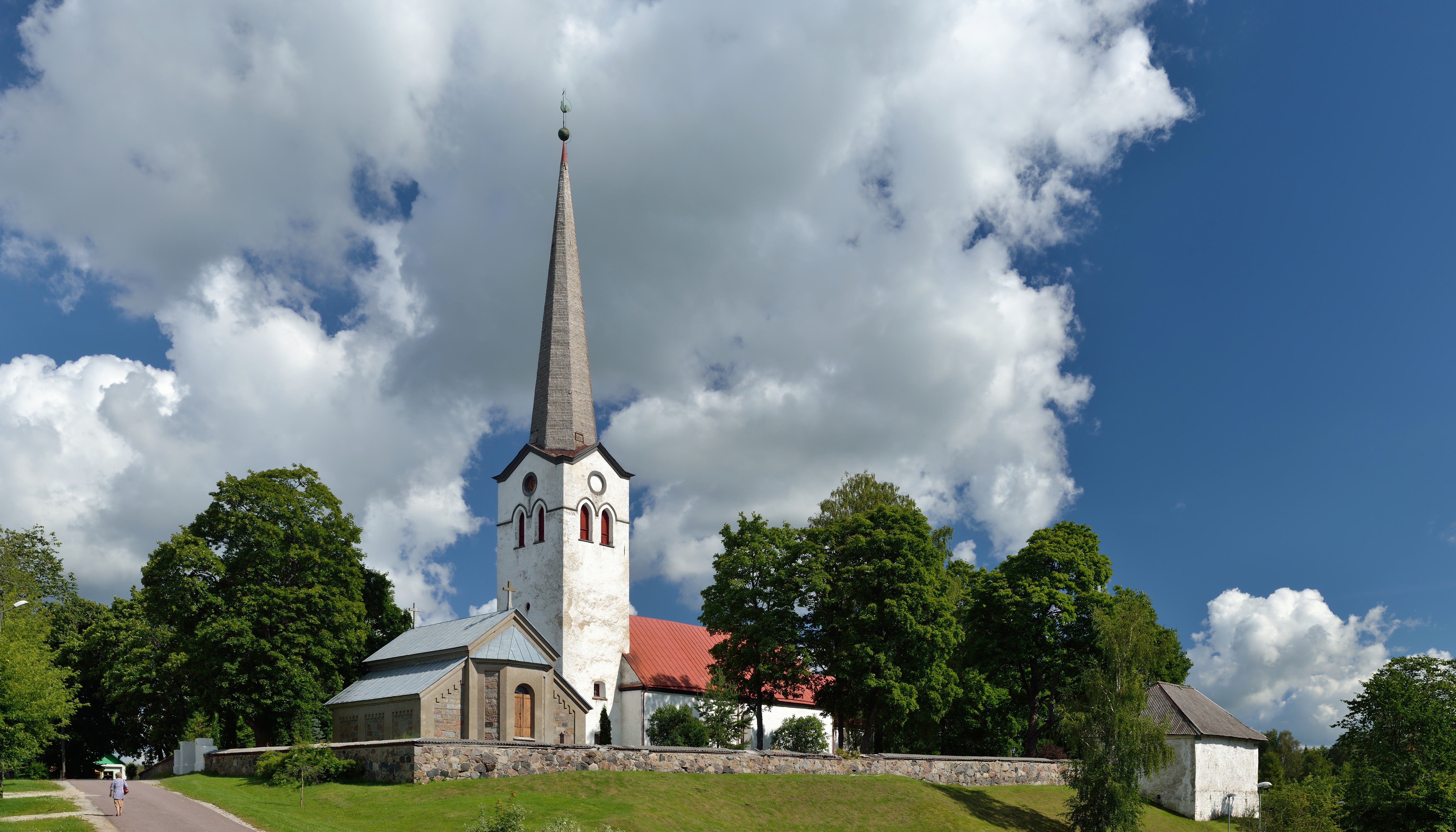
Kose
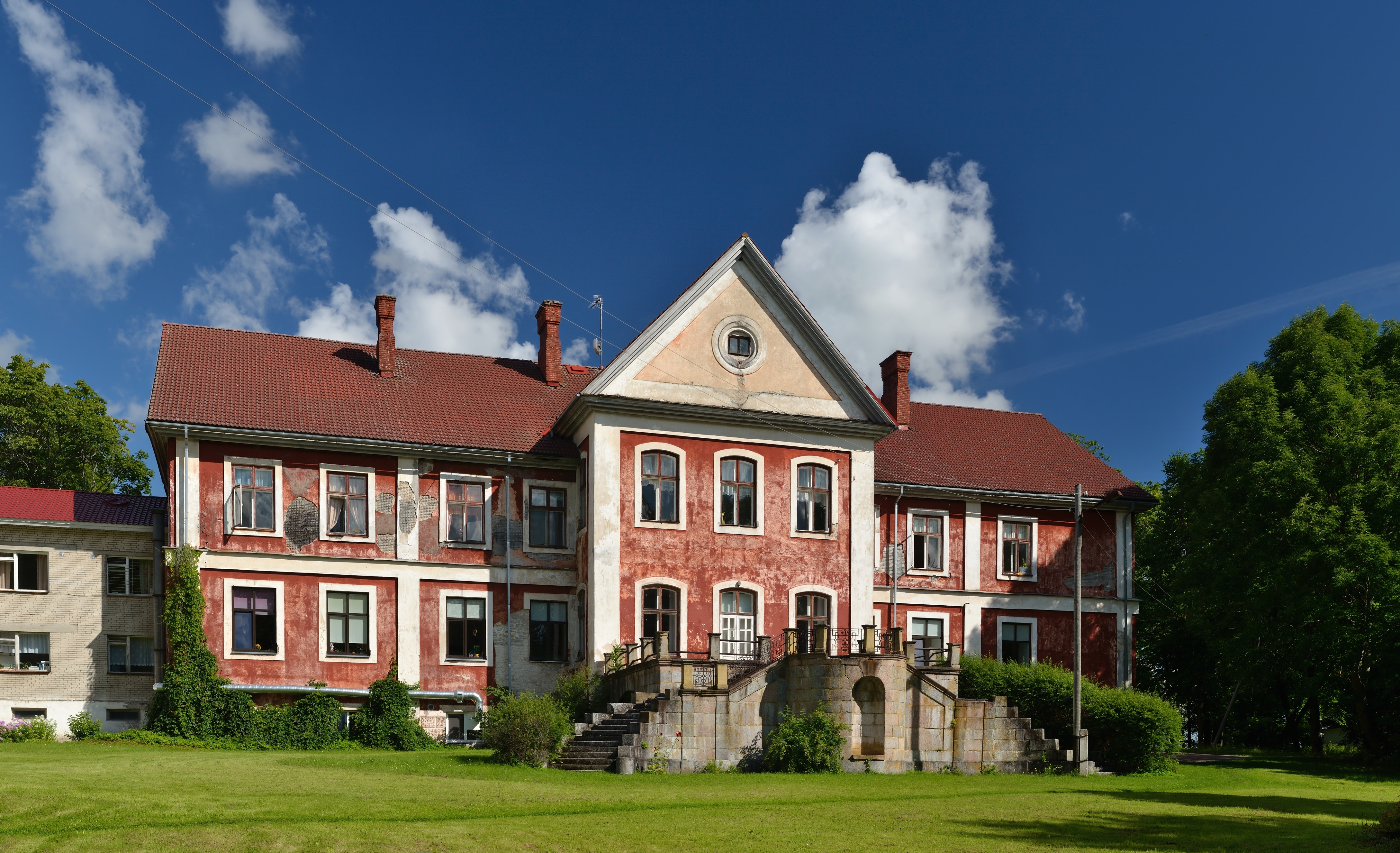
Ravila
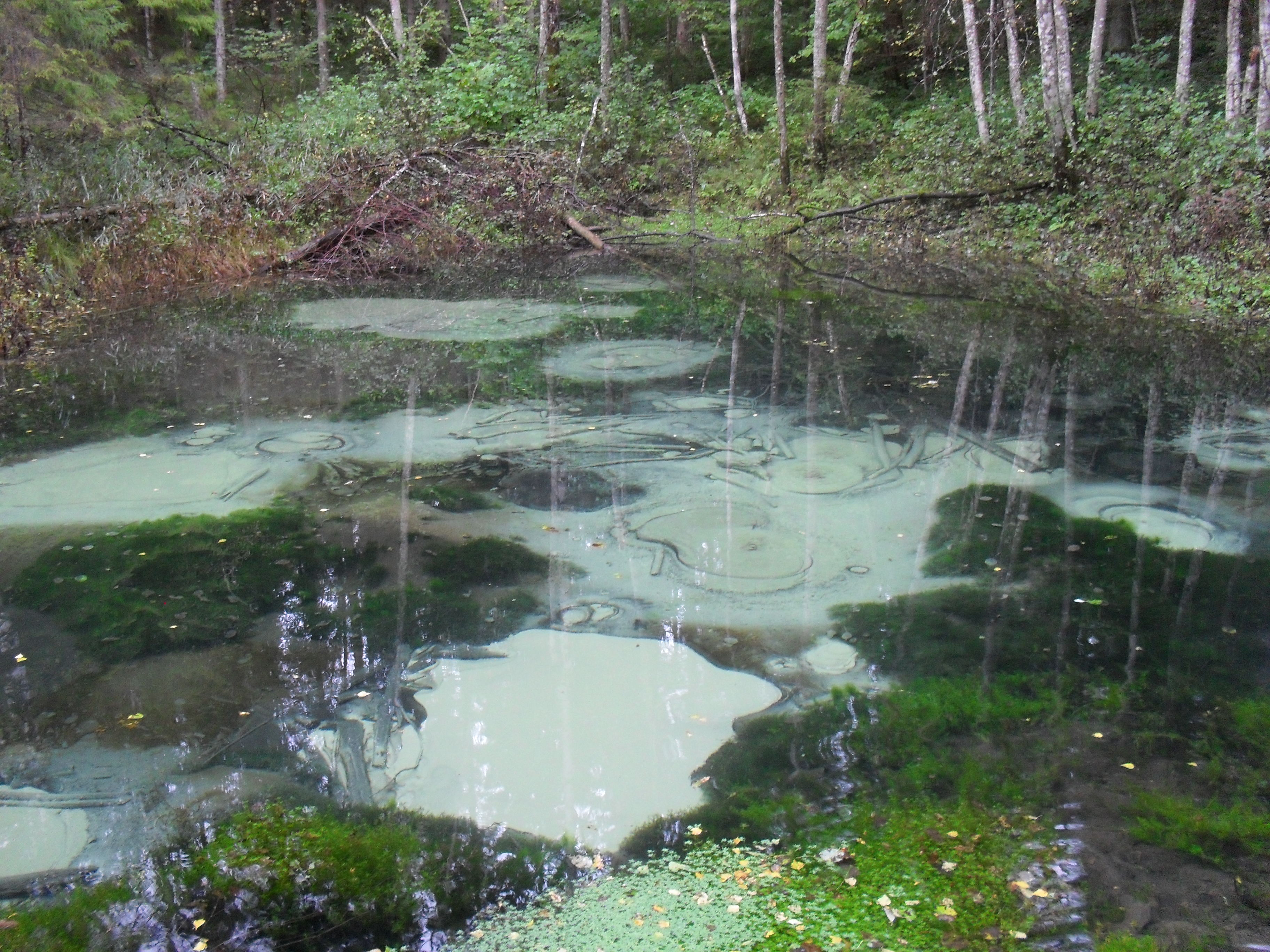
Saula
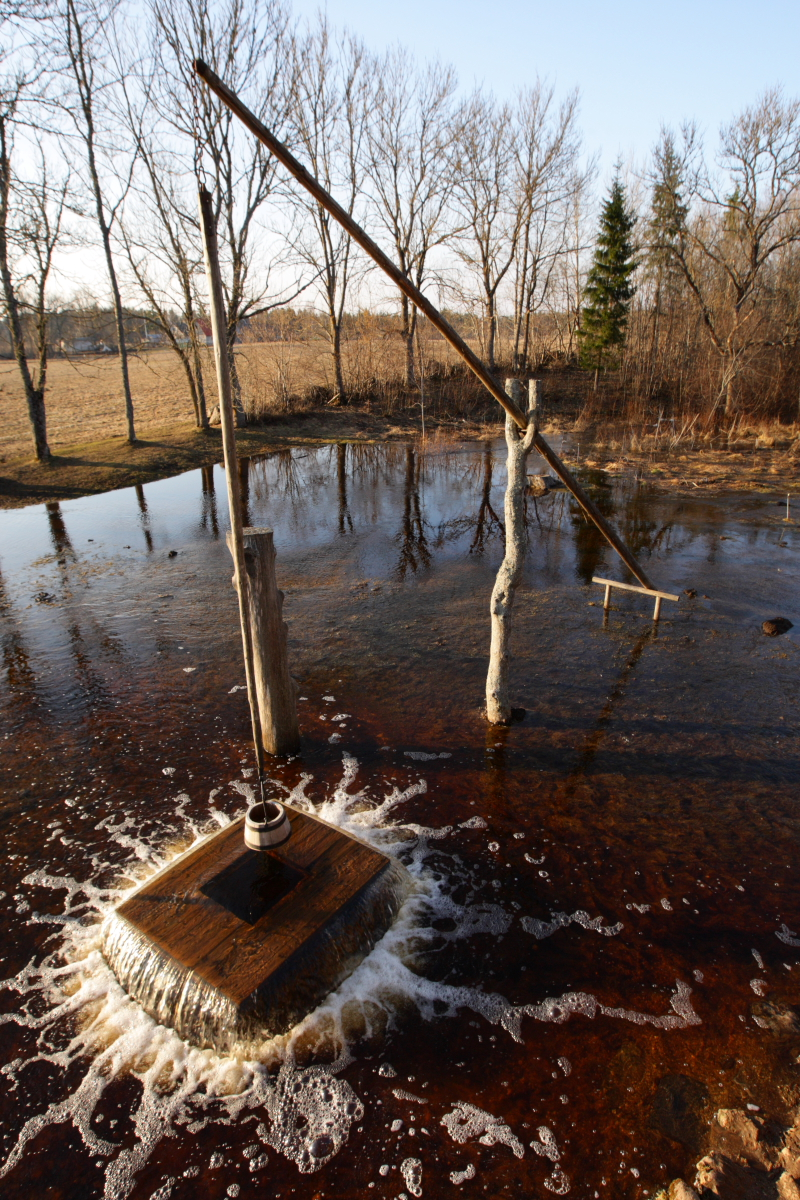
Tuhala
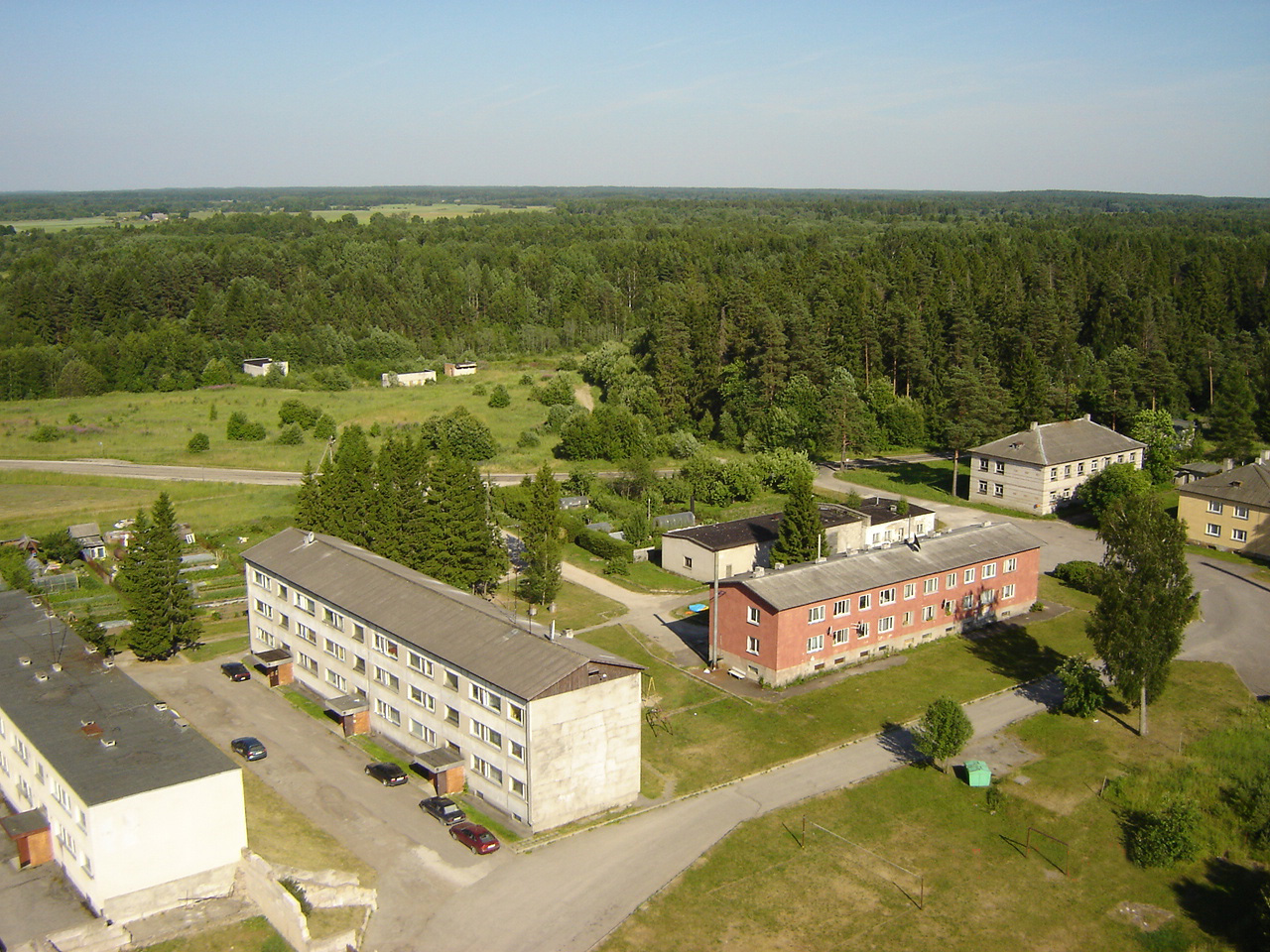
Vardja
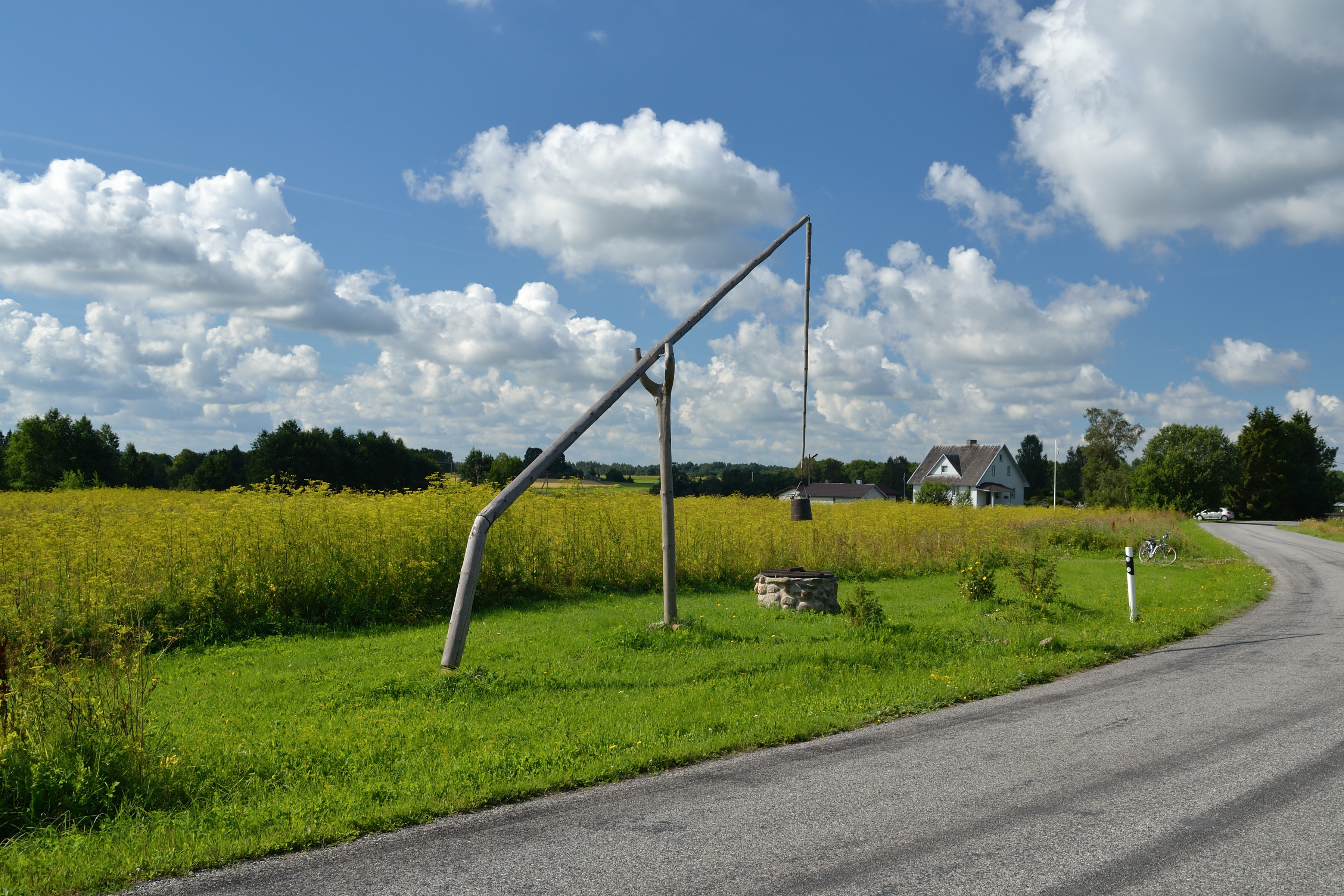
Võlle